# Serpophaga griseicapilla
El piojito de cabeza gris (Serpophaga griseicapilla), también denominado piojito de Straneck —en honor a su descubridor—, piojito trinador (en Argentina, Paraguay y Uruguay) o tiquitiqui trinador (en Uruguay), es una especie de ave paseriforme de la familia Tyrannidae perteneciente al género Serpophaga. Es nativo del cono sur sudamericano.

## Distribución y hábitat
Se reproduce en el oeste de Argentina (desde Salta hasta el norte de Chubut) y también puede reproducirse en el sur de Bolivia (Tarija), se ha registrado como visitante no reproductivo en el norte y este de Argentina, este de Bolivia, Paraguay, sur y suroeste de Brasil y Uruguay.
Esta especie parece ser común en su hábitat reproductivo, las áreas arbustivas del monte del noroeste argentino, con un registro en el verano en Tarija (sur de Bolivia) que fue en un ambiente chaqueño. Fuera de la temporada reproductiva, es encontrado en una variedad de hábitats, tales como chaco, pampas, espinal y otros. En altitudes entre 30 y 2280 m.

## Sistemática

### Descripción original
La especie S. griseicapilla fue descrita por primera vez por el ornitólogo argentino Roberto Juan Straneck en 2007 bajo el mismo nombre científico; su localidad tipo es: «Misión Nueva Pompeya, Chaco, Argentina»; el holotipo, un macho adulto recolectado el 16 de agosto de 1990, se encuentra depositado en el Museo Argentino de Ciencias Naturales Bernardino Rivadavia bajo el número MACN 61633.

### Etimología
El nombre genérico femenino «Serpophaga» se compone de las palabras del griego «serphos» que significa ‘mosquito’, ‘jején’, y «phagos» que significa ‘comer’; y el nombre de la especie «griseicapilla», se compone de las palabras del latín «griseus» que significa ‘de color gris’, y «capillus» que significa ‘cabello de la cabeza’.

### Taxonomía
La historia taxonómica y la nomenclatura de la presente especie es complicada; es una especie críptica, con plumaje muy similar al piojito tiquitiqui (Serpophaga subcristata), pero que desde mediados de los años 1990 se sabía que difería significaticamente en la vocalización. Sus poblaciones fueron erróneamente asociadas a la forma «griseiceps» descrita en el centro oeste de Bolivia (Cochabamba) en 1959, pero que posteriormente se demostró referirse a un ejemplar juvenil de Serpophaga subcristata munda, lo que causó gran confusión. Hasta que en 2007, la presente especie fue formalmente descrita con el nombre científico actual y que fue reconocida por el Comité de Clasificación de Sudamérica (SACC) en la Propuesta No 419. Es monotípica.